# Spectrogramme

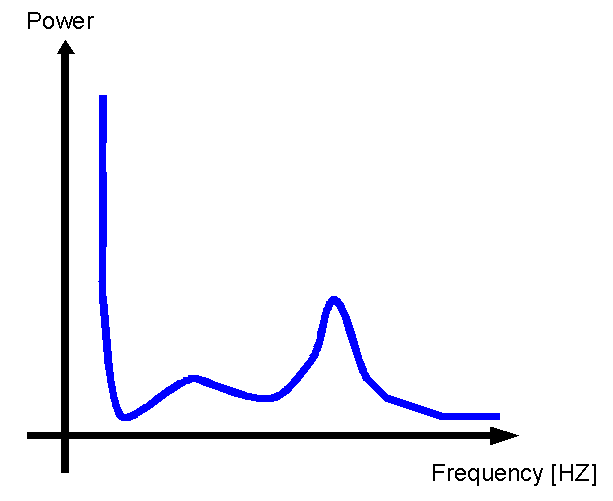
Spectrogramme générique

Le spectrogramme est un diagramme représentant le spectre d'un phénomène périodique, associant à chaque fréquence une intensité ou une puissance.
L'échelle des fréquences et celle des puissances ou intensités peuvent être linéaires ou logarithmiques.

## Spectres d'émission et d'absorption
Le spectre d’émission d’une espèce chimique est l’intensité d’émission de ladite espèce à différentes longueurs d’onde quand elle retourne à des niveaux d’énergie inférieurs. Il est en général centré sur plusieurs pics. Comme le spectre d’absorption, il est caractéristique de l’espèce et peut être utilisé pour son identification.
Par exemple, l'analyse du spectrogramme des flammes du volcan Nyiragongo a permis à Armand Delsemme de déterminer à distance leur composition chimique.

## Sonagramme

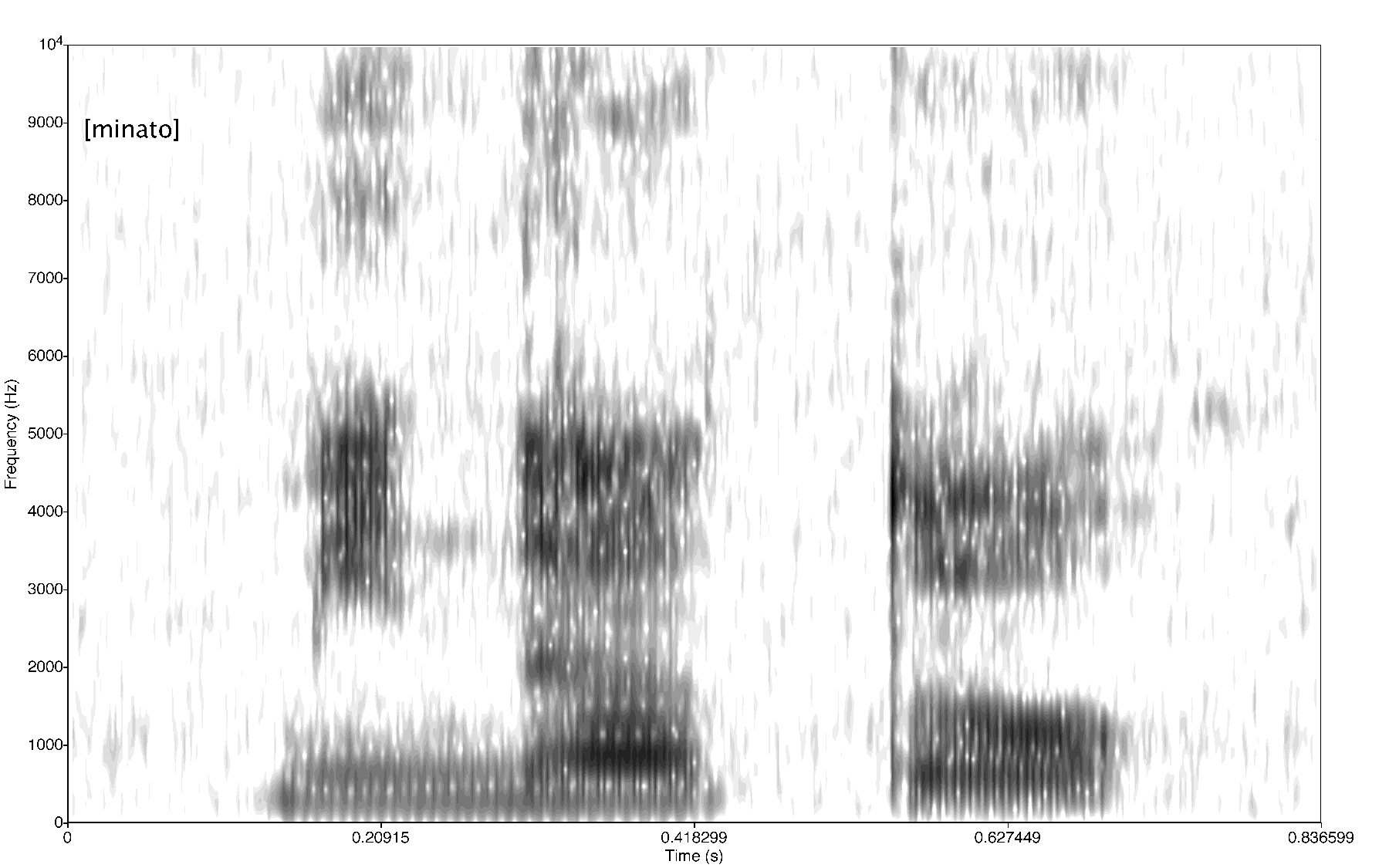
Sonagramme d'une voix prononçant [minato] (femme en japonais).

Le sonagramme représente sur un seul diagramme à deux dimensions trois paramètres:
- le temps,
- la fréquence
- la puissance sonore.

Pour y parvenir, on représente le temps sur un axe, le plus souvent horizontal, et la fréquence sur l'autre. Chaque point du diagramme correspond ainsi à un instant, d'une durée juste suffisante pour qu'on puisse analyser la fréquence du signal, et à une fréquence. La couleur du point représente la puissance selon une échelle conventionnelle.